# Sfântul Eligius
Éloi de Noyon (în latină Eligius, „alesul”, Noviomensis; n. 11 iunie 588 d.Hr., Chaptelat, Limousin, Franța – d. 1 decembrie 660 d.Hr., Noyon, Picardie⁠(d), Franța) a fost un episcop de Noyon, meșteșugar aurar și monetar francez, care a avut funcția de ministru al Finanțelor în timpul domniei lui Dagobert I. Recunoscut ca sfânt de către Biserica Catolică, este sărbătorit pe 1 decembrie. La Paris, se comemorează pe 25 iunie transferul unuia dintre brațele sale la catedrala Notre-Dame din Paris în 1212.

## Biografie
Éloi s-a născut la Chaptelat, lângă Limoges, în Limousin, în jurul anului 588, din părinți cu nume galoromane; tatăl său se numea Eucher și mama sa Terrigie. Se știu puține lucruri despre această familie, care probabil deținea câteva bunuri în apropierea Limoges-ului și era creștină. Faptul că Chaptelat se află într-o zonă auriferă a Limousin-ului și că Sfântul Éloi a fost aurar și monetar a condus unii istorici să presupună că familia lui Éloi ar fi putut avea interese în exploatările aurifere din Limousin, fără ca vreo dovadă să poată fi adusă. Minele de aur din Limousin sunt, de altfel, foarte puțin documentate pentru perioada merovingiană.
A fost plasat de către tatăl său în ucenicie la Limoges, sub îndrumarea lui Abbon, un aurar renumit, care conducea acolo "atelierul public al monedei fiscale". Conform sfântului Ouen, în timpul uceniciei sale, el "participa frecvent la slujbele bisericii, unde asculta cu mare aviditate tot ce se spunea despre Scripturile divine."
"Totuși, câțiva ani mai târziu, circumstanțele pe care Dumnezeu, în providența Sa, le adusese, l-au determinat să părăsească patria și familia pentru a merge singur în Franța." Adică în nordul Loarei, și mai precis la Paris.
Éloi a intrat în serviciul aurarului Bobbon, care a primit o comandă de la regele Clotaire al II-lea pentru fabricarea unui tron din aur împodobit cu pietre prețioase.
Clotaire al II-lea i-a dat lui Bobbon cantitatea de aur necesară pentru fabricarea scaunului, care a fost apoi transmisă lui Éloi. Acesta a fabricat două tronuri, evitând frauda cu privire la cantitatea de aur, nefolosind "ca pretext mușcăturile de pilă sau prea mare ardoare a focului".
Asta a făcut ca până la Revoluția din 1789, să se cânte un imn în biserica din Noyon, care a fost scaunul său episcopal:
„ Dum vas regi Clotario

Ex auri massa fabricat

Aurum in fabri studio

Summus faber multiplicat. ”
Summus faber, adică "măiestrul olar", ar fi multiplicat aurul în timp ce Éloi fabrica tronul.
Onestitatea lui Éloi a făcut ca Clotaire al II-lea să îl păstreze în anturajul său. Încrederea pe care regele o avea în el a crescut atunci când Clotaire al II-lea a vrut ca Éloi să depună jurământul, prin așezarea mâinilor sale, pe relicve sfinte. Éloi, temându-se de Dumnezeu, a refuzat. În fața insistenței regelui, Éloi a plâns pentru ofensa sa adusă lui Clotaire al II-lea și s-a temut de șapte ori mai mult să atingă relicvele sfinte.

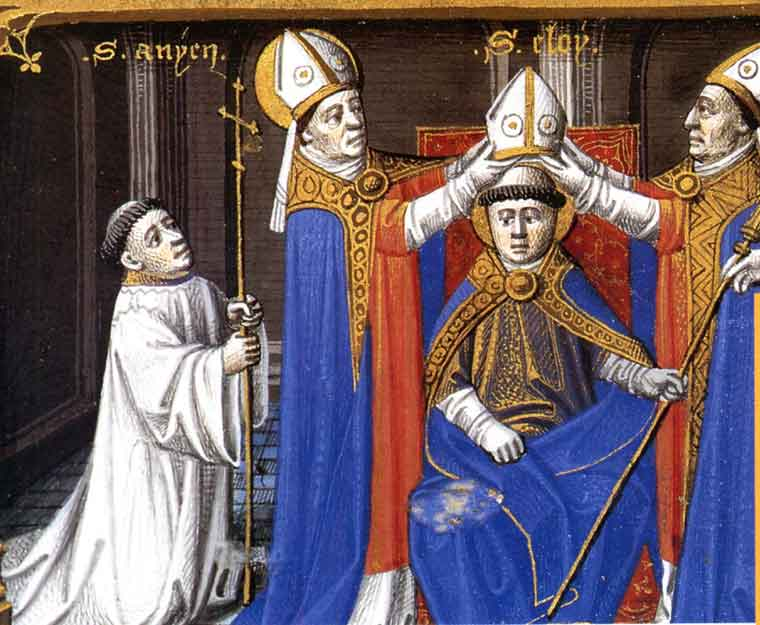
Reprezentare a ordinării sfântului Éloi în funcția de episcop al Noyonului, datând din secolul al XV-lea.

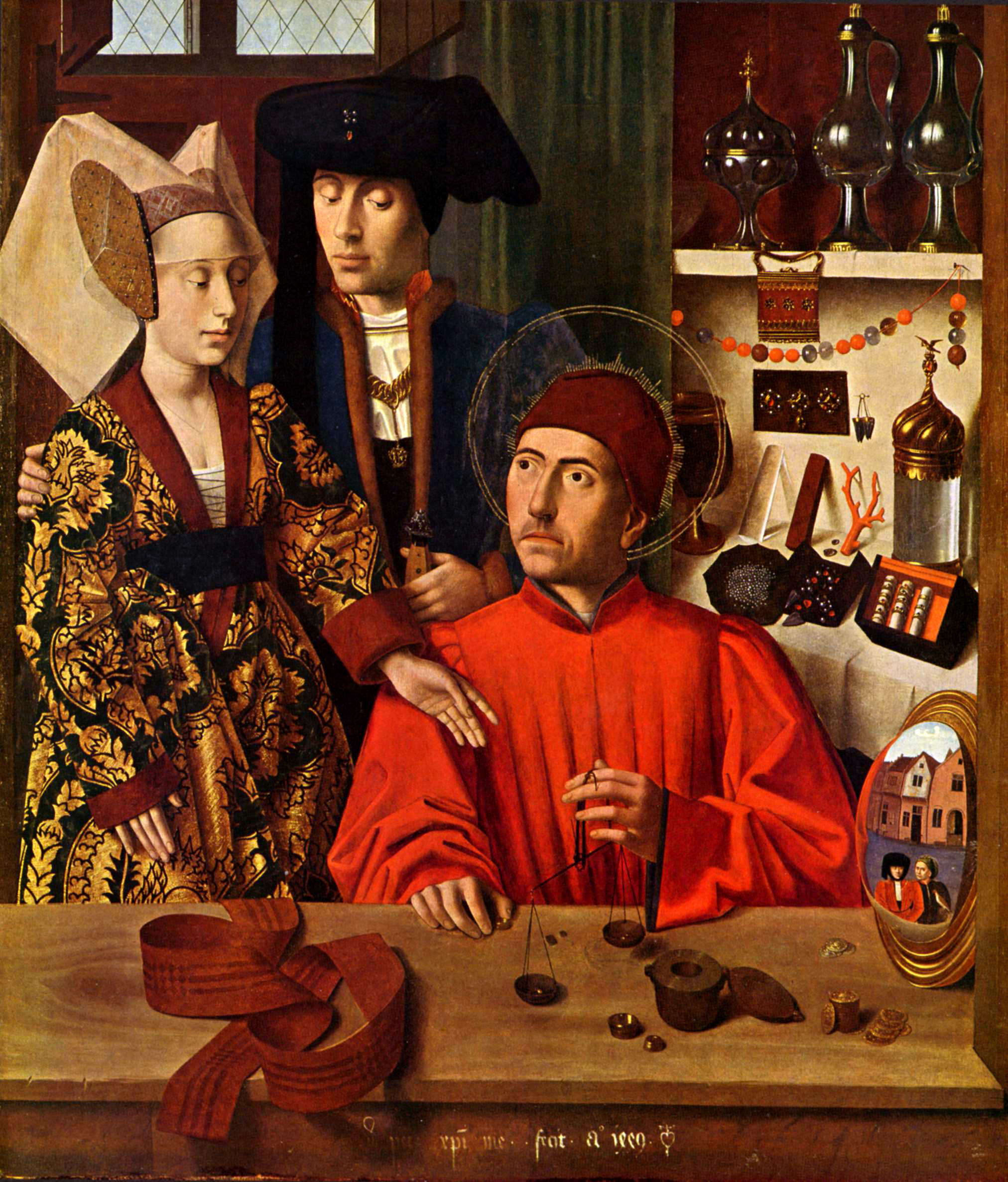
Pictură intitulată Saint Éloi et les fiancés, realizată de Petrus Christus în anul 1449. Se găsește în colecția Lehman din New York.

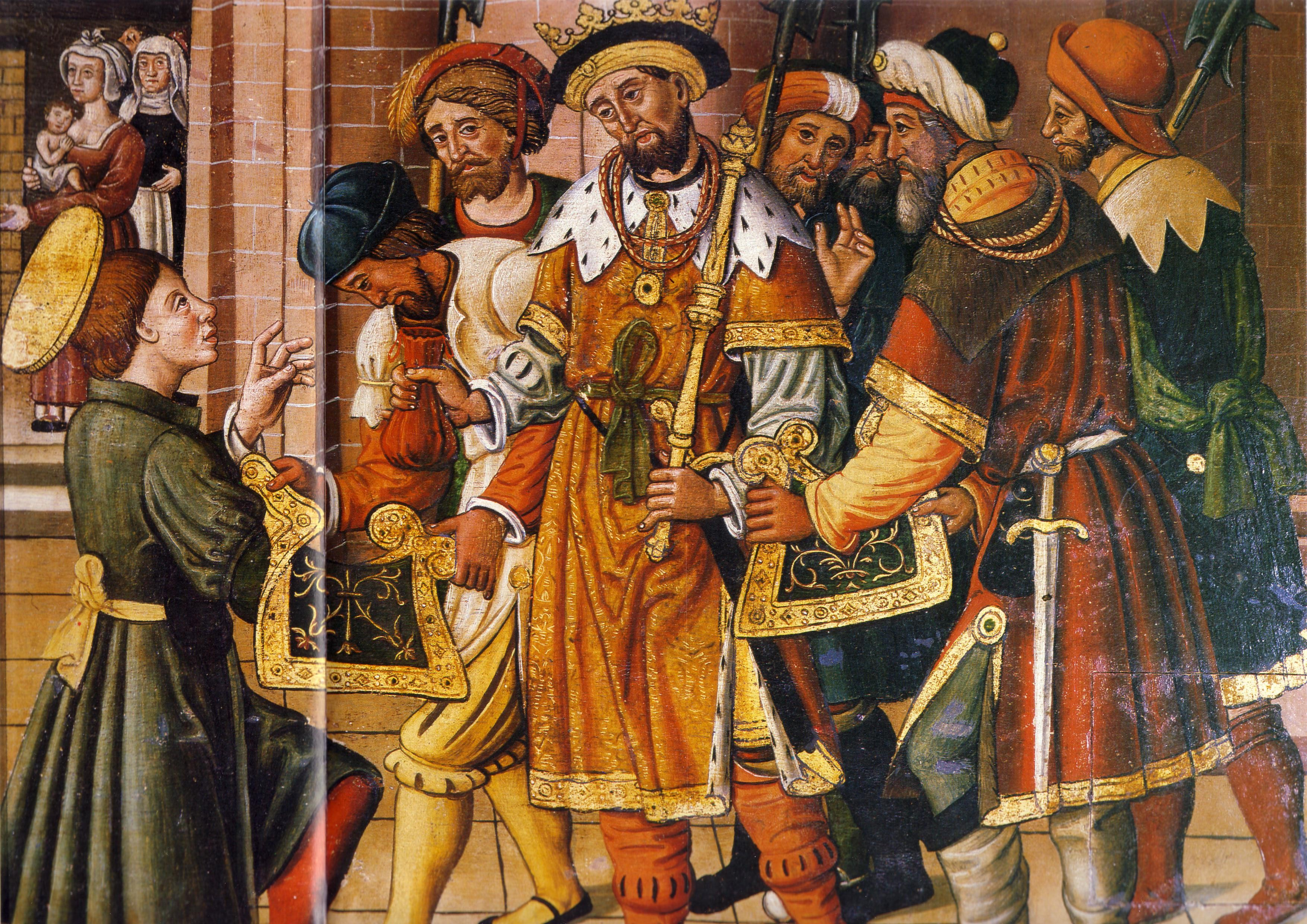
Acest triptic din secolul al XV-lea, situat în Biserica din Crocq (Creuse), ilustrează o scenă în care Sfântul Éloi pare să ofere două "selles" (adesea traduse drept "săleți" sau "sălăuți") lui Clotaire II. Probabil că acest lucru se datorează unei confuzii a termenului "sella" în timpul traducerii sau interpretării operei de către artistul respectiv.

De la originea sa ca aurar în atelierele regale, unde a excelat în lucrul cu metalele prețioase și producerea de monede, până la poziția de evlavios episcop al Noyonului, el a avut un parcurs remarcabil în slujba bisericii și a regelui Clotaire II, precum și a succesorilor săi, inclusiv Dagobert I. Această diversitate de responsabilități și abilități a făcut din Éloi o figură influentă și respectată în epoca sa.
Sfântul Éloi a lăsat o moștenire remarcabilă prin fondarea mănăstirilor. În anii 631 sau 632, el a înființat mănăstirile din Solignac și Paris. La Paris, a fondat mănăstirea Saint-Martial, unde Aure de Paris a devenit prima stareță. Această mănăstire a fost ulterior cunoscută sub numele de Mănăstirea Saint-Éloi în onoarea sa. De asemenea, i se atribuie lui Saint Éloi fondarea abației Mont Saint-Éloi lângă Arras, deși această atribuire este contestată astăzi din cauza lipsei de dovezi solide. Aceste fundații monastice demonstrează devotamentul religios și influența durabilă a Sfântului Éloi în societatea vremii sale.
Investit cu toată încrederea lui Dagobert I, Éloi a îndeplinit cele mai importante misiuni și a reușit în special să-l determine pe bretonul Judicaël, regele din Domnonée, să se supună lui Dagobert în 636.

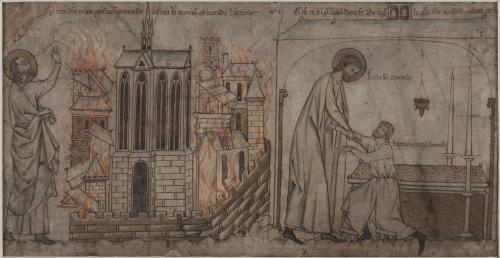
Miniatură din secolul al XIII-lea, în care Sfântul Éloi salvează biserica Saint-Martial de la incendiu și vindecă un om paralizat în abația Saint-Denis.

Se spune că a săvârșit minuni, cum ar fi salvarea de la incendiul bisericii Saint-Martial din insula Cité din Paris și vindecarea unui om paralizat în abația Saint-Denis.
În 657, el a primit-o pe Sfânta Godeberthe (aproximativ 640 - aproximativ 700) ca călugăriță la Noyon.
Éloi a dus meșteșugul de aurar la un nivel de perfecție extraordinar pentru vremea sa: cele mai remarcabile dintre lucrările sale au fost basoreliefurile de pe mormântul sfântului Germain, episcopul Parisului; un număr mare de relicvarii destinate să păstreze relicvele sfinte; cele două scaune de aur împodobite cu pietre prețioase, pe care le-a executat pentru Clotaire al II-lea; mai multe dintre aceste lucrări erau încă vizibile în 1789. De asemenea, a contribuit în mare măsură la construcția mai multor monumente religioase.
Éloi avea un discipol, sfântul Tillon (sau Thillo) - cunoscut familiar ca Til sau Théau -, fiul unuia dintre șefii saxonii înfrânți de Clotaire al II-lea și vândut ca sclav, pe care l-a răscumpărat din robie și l-a format în viața creștină. Tillon a devenit apoi abate la Solignac înainte de a se retrage ca pustnic la Brageac (este sărbătorit pe 7 ianuarie).
El a descoperit moaștele sfinților Quentin, Piat și ale tovarășilor lor martiri, precum și ale lui Lucian. După descoperirea trupului sfântului Quentin, a ridicat în onoarea sa o biserică, la care a fost atașat un mănăstire sub conducere irlandeză. În 654, a mutat resturile sfântului Fursy de la Péronne, celebrul misionar irlandez (decedat în jurul anului 649).
Sfântul Éloi este în general considerat sfântul patron al muncitorilor care folosesc un ciocan, dar și al militarilor și echipamentului logistic.

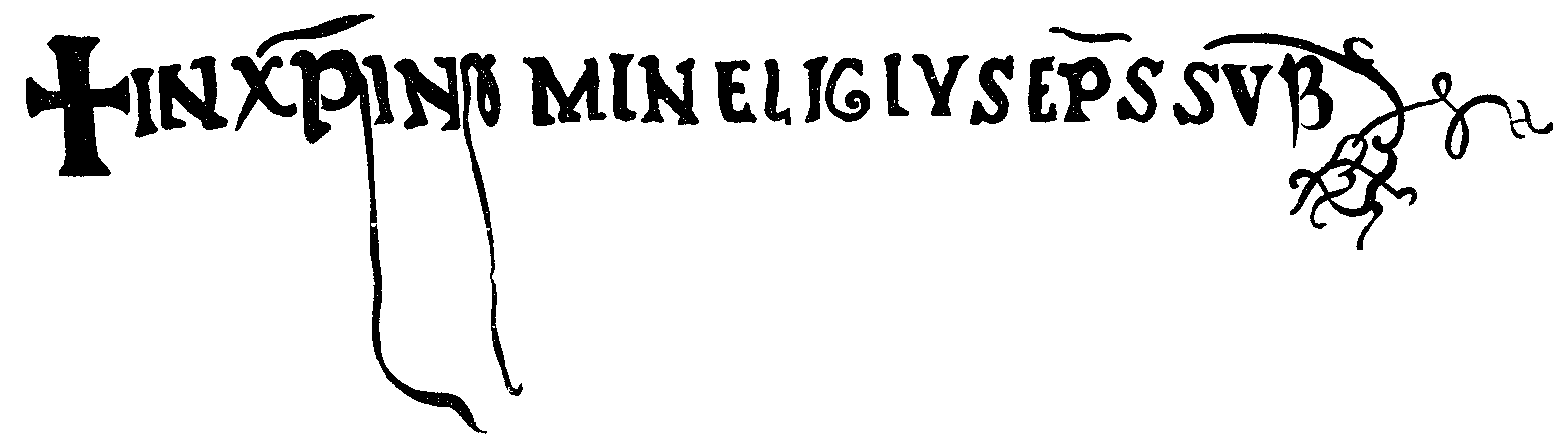
Semnătura lui Sfântul Éloi, provenind din actul de înființare a Abației Solignac (Jean Mabillon, Da Re Diplomatica).

## Legende în jurul Sfântului Eloi

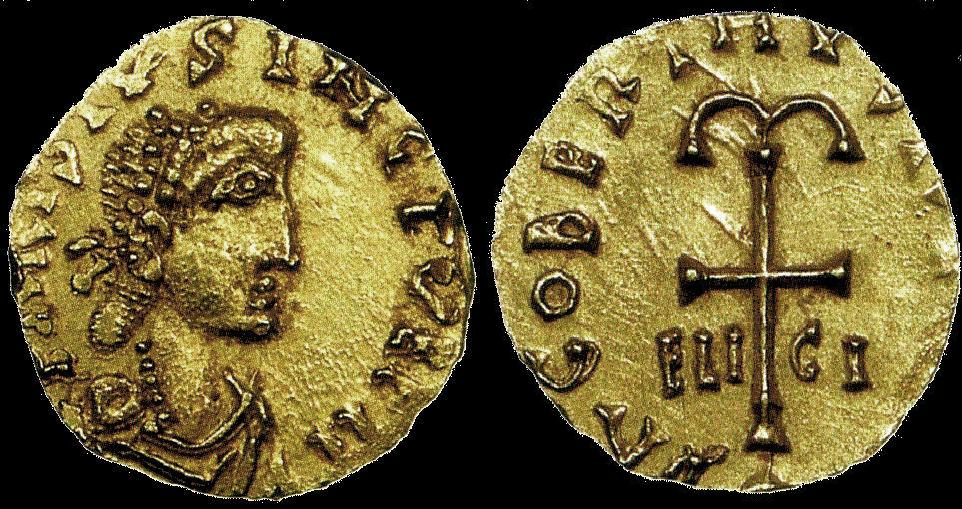
Monedele de aur ale lui Dagobert I. În dreapta, crucea ancorată se află lângă literele ELI-GI, desemnându-l pe cancelarul său Sfântul Eloi.

- Sfântul Éloi a rămas celebru prin intermediul cântecului "Le bon roi Dagobert", compus în secolul al XVIII-lea.
- De asemenea, este cunoscut pentru că a alungat niște giganți la carnavalul din Dunkerque.

## Sfântul Eloi și presupusa ctitorie a Dunkerque
Această legendă pare a fi un relatare apocrifă, deoarece nu se bazează pe nicio sursă istorică fiabilă. Este puțin probabil ca Sfântul Éloi să fi participat la lupta împotriva vikingilor la Dunkerque, dată fiind că moartea sa a survenit mult înainte de sosirea primelor valuri de vikingi în Galia, așa cum este atestat de către istorici. În plus, biserica parohială Saint Éloi din Dunkerque a fost fondată doar câteva secole mai târziu după moartea sa, ceea ce pune la îndoială autenticitatea acestei legende.

## Sfantul Eloi si metalurgia
Saint Éloi este recunoscut în special ca sfântul patron al meșteșugarilor care lucrează cu metalele, iar ulterior a devenit patron și pentru toate meseriile din domeniul metalurgiei și mecanicii. În orașul Villedieu-les-Poêles, sudorii au ales să îl cinstească pe Sfântul Hubert, patronul tradițional al vânătorilor. Se spune că crucea de pe altarul principal al bisericii bazilicii Saint-Denis, care poate fi văzută în tabloul "Messa di San Luca", ar fi fost realizată de Sfântul Éloi, la fel ca și sceptrul lui Dagobert, care, din păcate, a dispărut de atunci.
În multe localități din Pyrénées-Orientales, o zonă muntoasă și în trecut cu o activitate metalurgică importantă, măgarii și caii sunt încă binecuvântați în ziua de 25 iunie, în cadrul Sfântului Éloi de vară. În Serralongue, în anii 1880, în timpul festivităților din această zi, măgarii erau făcuți să danseze „contrapàs” pe melodia La Marseillaise.